# Satiro con Ermafrodito
Il Satiro con Ermafrodito è una statua proveniente dalla villa di Poppea, rinvenuta durante gli scavi archeologici dell'antica città di Oplontis, l'odierna Torre Annunziata, esposta nel Museo dell'Identità fino al 2022, è stata ricollocata nel luogo del ritrovamento nel 2023.

## Descrizione
La statua risale al I secolo d.C. e raffigura un Ermafrodito aggredito da un anziano Satiro seduto su una roccia, che lo tira con forza verso di se. Il giovane, preso nella morsa delle gambe del Satiro, cerca di divincolarsi con la mano sinistra, con la destra gli tiene indietro il capo mentre con il piede destro blocca la gamba dell'aggressore.

Il gruppo scultoreo, era collocato sul bordo della piscina della villa ed al momento dell'eruzione del Vesuvio del 79, era in restauro, in quanto alcuni pezzi furono ritrovati in altre stanze del sito archeologico.

## Esposizioni
Il gruppo scultoreo è stato esposto al Metropolitan Museum di New York, a Roma presso le Scuderie del Quirinale ed al Museo archeologico nazionale di Napoli.